# Réserve naturelle de Rupp-hegy
La Réserve naturelle de Rupp-hegy (en hongrois : Rupp-hegy Természetvédelmi terület) est une aire protégée située à Budapest et dont le périmètre est caractérisé comme d'intérêt local.